# Richard Graham (homme politique)
Pour les articles homonymes, voir richard Graham.
Richard Michael John Ogilvie Graham (né le 4 avril 1958)  est un homme politique du Parti conservateur britannique, qui est député de Gloucester de 2010 à 2024.

## Jeunesse et carrière
Il est le petit-fils du joueur de cricket et de l'officier de l'armée britannique Ogilvie Graham (en) et fait ses études au Collège d'Eton et Christ Church, Oxford où il est en histoire moderne. Pendant qu'il est à l'Université d'Oxford, il est un cadet de l'escadron aérien de l'Université d'Oxford. Graham joue au squash et au cricket pour le Gloucester City Winget Cricket Club et au Gloucestershire Over 50s.
Graham est directeur de ligne aérienne, diplomate et gestionnaire des pensions. Il débute avec John Swire and Sons et devient directeur général de Cathay Pacific Airways en France à 24 ans et aux Philippines à 26 ans, simultanément vice-président du conseil des représentants des compagnies aériennes. Il rejoint le ministère des Affaires étrangères et du Commonwealth en 1986, et est deuxième, plus tard d'abord, secrétaire du haut-commissariat britannique à Nairobi, puis commissaire britannique au commerce pour la Chine, premier secrétaire de l'ambassade britannique à Pékin et consul à Macao (1989-1992). Graham rejoint la Barings Bank comme représentant principal pour la Chine en 1993 et devient directeur de Baring Asset Management en 1996.
Il est auparavant directeur de la société caritative Care for Children, qui organise et forme des parents d'accueil pour les orphelins chinois.
Graham est élu conseiller de district de Cotswold en 2003, devenant président du comité de vue d'ensemble et d'examen en 2006. Il se présente en vain pour être candidat du Parti conservateur à Stroud et dans le sud-ouest de l'Angleterre aux élections européennes de 2004.
Graham a vécu et travaillé dans dix pays et parle huit langues: l'indonésien, le cantonais, le mandarin, le tagalog, le français, le malais, le swahili et l'anglais.
Richard est décrit par le président de la Chambre John Bercow à de nombreuses reprises comme un « sinologue réputé»,.

## Carrière parlementaire
Il est secrétaire parlementaire privé de Lord Howell de novembre 2010 à septembre 2012. Il est également secrétaire parlementaire privé d'Hugo Swire, ministre d'État au ministère des Affaires étrangères et du Commonwealth jusqu'en 2014. En novembre 2012, Graham est nommé premier envoyé ministériel commercial en Indonésie. En janvier 2016, il est également nommé Premier envoyé ministériel commercial en Malaisie, aux Philippines et dans la communauté économique de l'ASEAN.
Graham fait campagne avec succès pour des lois plus strictes sur les peines de conduite dangereuse en 2013 pour les conducteurs non assurés et sous l'influence de l'alcool. En juillet 2015, il est interdit de conduire pendant six mois au Stroud Magistrates Court après avoir été surpris en train de conduire à 145 km/h dans portion de route limitée à 112 km/h sur l'A417 près de Cirencester, dans les Cotswolds le 14 décembre 2014. Il est condamné à une amende de 525 £ avec 85 £ de frais et une suramende compensatoire de 53 £. Par conséquent, il s'est également vu retirer un prix de sécurité routière qu'il a reçu de l'association caritative Brake en janvier 2015.
En novembre 2014, un forum britannique sur le leadership chinois en Chine, dirigé par Peter Mandelson et Kenneth Clarke, est annulé à la dernière minute en soutien avec Graham après s'être vu refuser un visa pour la Chine à la suite d'un débat à Westminster sur les manifestations pro-démocratie à Hong Kong où il a exprimé son soutien aux revendications des manifestants en matière de droits humains.
Graham est réélu avec une majorité accrue de 7 241 voix aux élections générales de 2015.
En janvier 2016, Graham lance la campagne UKTI Education is GREAT pour accroître l'engagement avec l'éducation britannique en Malaisie.
Graham fait campagne pour «Rester» lors du référendum d'adhésion à l'UE de 2016 et est impliqué dans des discussions informelles concernant les futurs accords de libre-échange en tant qu'envoyé commercial du Premier ministre aux Philippines.
Graham est réélu avec une part accrue des voix avec 50,3%, mais une majorité réduite de 5520 voix aux élections générales de 2017.
Lors de la campagne à la direction des conservateurs en 2019, il soutient Jeremy Hunt.
Graham est réélu avec une part accrue des voix avec 54,2%, la part de vote la plus élevée dans la circonscription depuis 1935 et une majorité presque doublée de 10 277 voix. Il est battu en 2024.